# Can Ramona i Maynés
Can Ramona i Maynés és edifici d'estil neoclàssic-romàntic del municipi de Vilanova i la Geltrú (Garraf) protegit com a bé cultural d'interès local. Conserva la cisterna i fresqueres de l'antic convent dels caputxins del segle xvii i un oratori privat restaurat per Josep M. Jujol. El seu element més característic són les dues columnes tallades que hi ha al vestíbul de l'edifici penjant dels dos extrems d'un arc. Diu la tradició que són fruit d'una aposta del propietari segons la qual encara que es tallessin les columnes la casa restaria intacta.

## Descripció
Edifici entre mitgeres de planta baixa, entresòl, principal i golfes. La coberta és a dues vessants. La façana presenta una composició simètrica. La porta d'accés, d'arc de mig punt i centrada, ocupa els nivells de planta baixa i entresòl. Les obertures laterals de la planta baixa han estat modificades i les de l'entresòl són quadrades. A la planta principal hi ha, als extrems, dues tribunes i, centrat, un balcó corregut amb tres obertures. La planta de les golfes té finestres rectangulars. L'edifici es corona amb una cornisa i capcer esglaonat i té, a més, una torratxa amb coberta de pavelló. Com a elements interessants de la casa hi ha el vestíbul central, cobert amb volta d'aresta rebaixada i amb un pòrtic de tres arcs, on hi ha les columnes "trencades" que donen nom a la casa, i la caixa de l'escala coberta amb cúpula rebaixada.
L'interior ha estat modificat.
Al pati posterior hi ha una capella neogòtica i un curiós pavelló.

## Història
L'any 1858 el propietari del solar, el notari Jaume Marià Ramona i Maynés, va demanar permís a l'Ajuntament per construir un edifici, segons projecte del mestre d'obres Andreu Bosch i Menós. L'obra es va acabar l'any 1860. el 1928, un nou propietari, Pere Pascual, hi va fer instal·lar les conduccions de gas i electricitat. El 1940 es van realitzar treballs de restauració a la capella del pati, dirigits per Josep Mª Jujol i Gibert, i el 1949 l'edifici experimentà una reforma a la planta baixa a fi d'unificar els espais interiors.
Actualment, Can Ramona i Maynés s'utilitza per activitats diverses i una part està en desús.